# Konstitutionsbehandlung
Mit Konstitutionsbehandlung (lat. constitutio corporis ‚Verfassung‘, ‚Zustand des Körpers‘) bezeichnen zahlreiche alternativmedizinische Therapeuten eine Behandlung, die auf ungünstige Veranlagungen oder seit der Geburt bestehende Gesundheitsstörungen des Patienten einwirken soll. Die Konstitutionstherapie hat eine ganzheitliche, humoralpathologische Grundlage, sie soll den ganzen Menschen behandeln und nicht nur einzelne Organe.
Die Wirksamkeit des Verfahrens ist bisher nicht belegt worden. 

## Homöopathie
In der klassischen Homöopathie wird eine Konstitutionsbehandlung angewandt, wenn ein Mensch „von Grund auf therapiert“ werden soll. Dazu wird ihm nach entsprechender Anamnese „sein“ Konstitutionsmittel gegeben. Um das zum jeweiligen Heilungsuchenden passende Konstitutionsmittel finden zu können, soll der Therapeut das Gesamterscheinungsbild eines Menschen (körperliche, geistige und seelische Merkmale) erfassen. 
Die Konstitutionsbehandlung ist aus Sicht der Homöopathen dann angesagt, wenn die Diagnose ergibt, dass ein Patient chronisch krank ist oder die jeweilige Lebens-Situation eine umfassende Therapie erfordert. Dazu muss die Gesamtheit der Symptome erfragt und dokumentiert werden. Das geschieht in einer etwa 90- bis 180-minütigen Anamnese (einer Fallaufnahme). Ziel dabei ist es das „Simillimum“" zu finden, das individuelle Mittel, das von seiner Charakteristik her dem Charakter des Heilungsuchenden am ähnlichsten ist. Zu folgenden Komplexen wird die Therapeutin, der Therapeut in aller Regel Fragen stellen:
- Vorhandensein ernsthafter Krankheiten in der Familie
- Bisher aufgetretene Krankheiten der Patientin/des Patienten
- Gemüts- und Wesenssymptome
- Besondere, individuelle, auffällige Symptome
- Allgemeinsymptome (z. B. Essensvorlieben, -abneigungen, Schlafgewohnheiten, Verdauung, Temperaturempfinden etc.)
- Lokalsymptome (z. B. Hautveränderungen, Kopfschmerzen, Rückenschmerzen, Zahnprobleme etc.) und ihre Modalitäten (wann, wie, wo, wie oft)

Auch nonverbale Charakteristika werden notiert. Der Therapeut achtet auf Mimik, Gestik, Augenausdruck, Art sich zu kleiden. Die individuellen Symptome der Anamnese werden bei der so genannten „Repertorisation“ nach ihrer Wichtigkeit geordnet. In den vergleichbaren Rubriken im Repertorium finden sich die in Frage kommenden homöopathischen Mittel.
Ist das passende Mittel gefunden, muss dann die Potenz und die dazugehörige Dosis festgelegt werden. Da sich im Zuge der (in jedem Falle längere Zeit, oft Jahre dauernden) Konstitutionsbehandlung auf Grund des Wirkens des Mittels die Konstitution verändern kann oder sich vielmehr verändert, kann im Laufe des Lebens das zu verordnende „Simillimum“ sich ändern. Deshalb wird in regelmäßigen Abständen eine erneute längere Sprechstunde für nötig erachtet. Ansonsten sind kürzere Konsultationen von 20 bis 40 Minuten im Quartalsabstand üblich.

## Andere Therapierichtungen
Bach-Blüten-Therapeuten kennen ebenfalls konstitutionell zusammengestellte Arzneien.
Der Wiener Frauenarzt Bernhard Aschner (1883–1960) schuf ab 1908 die Konstitutionstherapie, die in seinen Büchern Krise der Medizin. Konstitutionstherapie als Ausweg (1. A. 1928) und Technik der Konstitutionstherapie (1. A. 1936) umfangreich dargestellt ist. Ein Teil seines medizinischen Systems ist heute unter den Namen „Ausleitende Verfahren“ und „Aschner-Verfahren“ bekannt.